# مهرجان الغدير الدولي
مهرجان الغدير الدولي هو أحد أكبر المهرجانات في منطقة الشرق الأوسط وشمال إفريقيا بالنسبة لوسائل الإعلام.

## تاريخ
انطلق المهرجان في عام 2007م من قبل منظمة بدر وقناة الغدير الفضائية. وهو أحد أكبر المهرجانات الإعلامية السنوية في المنطقة، ويشارك فيه شخصيات ومؤسسات وقنوات فضائية ومحطات إذاعية.

## الجوائز
وأبرز الجوائز هي :
- جائزة أفضل موقع إلكتروني ذهبت الجائزة إلى شبكة العالم الإخبارية - إيران (2017)[13]
- افضل فيلم اكشن درامي طويل - الحب والخيانة - ايران (2017)[14][15][16]
- افضل فيلم اكشن درامي قصير - الجنة تحت الظلام - العراق (2017)[17][18]
- افضل برنامج سياسي - قضية ساخنة - قناة الكوثر - ايران (2017)[19]
- افضل برنامج استقصائي - ماذا لو - قناة العهد - العراق (2017)[20]
- افضل الفترات المفتوحة والمتنوعة برنامج على باب الله - قناة الغدير- العراق (2017)[21][22]
- أفضل البرامج النسائية - العنف ضد المرأة - قناة عليمان - لبنان (2017)[23]
- افضل فاصل تلفزيوني - فاصل باسم "الجيش" - قناة نعيم - العراق (2017)[24]
- أفضل ما في الإعلام الميداني - استراحة باسم الأحياء عند ربهم - المنار - لبنان (2017)[25]
- افضل فيلم انيميشن اكشن (3D) - سيد الماء - العتبة العباسية - العراق (2017)[26][27]
- افضل انيميشن اكشن (2D) - شخصياتنا الانيميشن - قناة كربلاء - العراق (2017)[28]
- أفضل فيديو رسوم متحركة - التجنس - قناة اللولو الفضائية - البحرين (2017)[29]
- أفضل فيلم وثائقي - يادكار دوما - قناة المستند التلفزيونية - إيران (2017)[30]
- أفضل فيلم وثائقي (2) باغ بابر - تامدن تي في - أفغانستان (2017)[31]
- أفضل فيلم أكشن'- لمواجهة التطرف والإرهاب قرن الشيطان - قناة الاتجاه العراق (2017)
- أفضل الأعمال عن القدس - القدس تهتم - "إنتاج ضوء الشمس" - فلسطين (2017)[32][33]
- أفضل مسلسل درامي - الضمير - الهيئة العامة للإذاعة السورية (2017)[34][35]
- افضل برنامج اذاعي - ثورة اللولو - راديو الكوثر - العراق (2017)[36]
- افضل اغنية اذاعية - رجال الزمان - العتبة الحسينية - العراق (2017)[37]
- افضل فاصل اذاعي - فاصل يوم الشهيد - اذاعة صوت البصرة - العراق (2017)[38][39]
- أفضل صحيفة متكاملة الدستور (2017)[40][41]
- افضل موقع اذاعي وكالة انباء الرأي العام - العراق (2017)[42][43]
- أفضل موقع وكالة أنباء إرم نيوز (2017)[44]
- أفضل موقع وكالة أنباء وكالة مهر للأنباء - إيران (2017)[45][46][47][48][49]

## روابط خارجية
- مهرجان الغدير الدولي (يوتيوب)
- مهرجان الغدير الدولي (يوتيوب)
- مهرجان الغدير الدولي (يوتيوب)
- مهرجان الغدير الدولي نسخة محفوظة 19 March 2018 على موقع واي باك مشين. ( قناة الغدير ) فيديو
- مهرجان الغدير الدولي ( شبكة العالم الإخبارية ) فيديو